# Calamaria battersbyi
Calamaria battersbyi — вид змій родини полозових (Colubridae). Ендемік Індонезії.

## Поширення і екологія
Calamaria battersbyi відомі за типовим зразком, зібраним на острові Калімантан. 